# لواكر
لواكر (بالإيطالية: Loacker) شركة إيطالية تأسست عام 1926 على يد فرانس لواكر، يقع مقر الشركة في مقاطعة بولسانو بشمال إيطاليا، كما تمتلك الشركة مصانع في النمسا. تشتهر لواكر بمنتجاتها من بسكويت وافر المحشو بالكريمة والتي تسوق في أكثر من 80 دولة حول العالم.

## وصلات خارجية
- موقع شركة لواكر
- موقع شركة لواكر باللغة العربية